# المداثي (السدة)

تعديل مصدري - تعديل

المداثي محلة تابعة لقرية بيت صالح مثني، التابعة لعزلة الاعماس بمديرية السدة إحدى مديريات محافظة إب في الجمهورية اليمنية.، بلغ تعداد سكانها 31 حسب تعداد اليمن لعام 2004.